# Belinda Bencic
Belinda Bencic, słow. Belinda Benčičová (ur. 10 marca 1997 we Flawil) – szwajcarska tenisistka pochodzenia słowackiego, złota medalistka w grze pojedynczej i srebrna medalistka w grze podwójnej podczas igrzysk olimpijskich w Tokio (2020), zwyciężczyni French Open i Wimbledonu w grze pojedynczej dziewcząt z 2013 roku, zdobywczyni (razem z Rogerem Federerem) Pucharu Hopmana w 2018 i 2019 roku.

## Kariera tenisowa

### Występy juniorskie
Jako juniorka osiągnęła finały gry podwójnej dziewcząt Wimbledonu i US Open w 2012 roku oraz US Open w 2013 roku. Zwyciężała podczas juniorskich zawodów w grze pojedynczej dziewcząt na French Open i Wimbledonie w 2013 roku.

### Sezon 2011
Występy na kortach zawodowych rozpoczęła w marcu 2011 roku, biorąc udział turnieju rangi ITF w szwajcarskim Fallanden. Wygrała tam kwalifikacje i w turnieju głównym dotarła do ćwierćfinału. W październiku tego samego roku otrzymała dziką kartę do udziału w kwalifikacjach turnieju WTA Tour w Luksemburgu, ale przegrała w pierwszej rundzie z Juliją Putincewą.

### Sezon 2012
Od początku sezonu grała albo w turniejach ITF lub tylko w eliminacjach WTA Torur.
W kwietniu 2012 roku reprezentowała swój kraj w Pucharze Federacji w grze podwójnej, występując w parze z Amrą Sadiković.
We wrześniu 2012 roku, w egipskim Szarm el-Szejk, wygrała po raz pierwszy w karierze turniej rangi ITF i to zarówno w grze pojedynczej, jak i podwójnej. Tydzień później, również w Szarm el-Szejk, ponownie wygrała turniej ITF. W sumie na swoim koncie ma wygrane dwa turnieje singlowe i dwa deblowe rangi ITF.

### Sezon 2013
Sezon 2013 rozpoczęła od udanych eliminacji do turniejów ITF w amerykańskich Innisbrook, Port St. Lucie i Rancho Mirage, w których doszła później odpowiednio do rundy pierwszej, drugiej i ćwierćfinału. W marcu przegrała w pierwszej rundzie eliminacji do turnieju WTA Premier Mandatory w Miami z Coco Vandeweghe 3:6, 6:7(5).
W maju osiągnęła półfinał turnieju ITF w Indian Harbour Beach, w którym uległa Petrze Rampre 3:6, 6:0, 0:6. Miesiąc później ponownie zameldowała się w półfinale, tym razem w Lenzerheide, uznając wyższość Laury Siegemund 2:6, 4:6. Dobre występy zaowocowały otrzymaniem dzikiej karty do turnieju WTA Tour w Båstad. Mimo porażki w pierwszej rundzie z Aną Tatiszwili 6:2, 4:6, 4:6 została dostrzeżona i otrzymała kolejną dziką kartę, tym razem do głównego turnieju w Tokio. Pokonała w pierwszej rundzie Darję Gawriłową 6:2, 5:7, 7:5, lecz w drugiej nie dała jej szans rozstawiona z numerem siódmym Petra Kvitová, której Szwajcarka uległa 5:7, 4:6.
W październiku przeszła udanie przez eliminacje do turnieju w Osace. W pierwszym meczu turnieju głównego pokonała Lauren Davis 6:3, 7:5. W drugiej rundzie przegrała z późniejszą triumfatorką całej imprezy Samanthą Stosur 4:6, 2:6. Sezon zakończyła trzema dobrymi występami w turniejach ITF: finał w Makinohara przegrany z Zariną Dijas oraz dwa półfinały. Bencic awansowała z 626. pozycji na początku roku na 212. miejsce w rankingu WTA Tour.

### Sezon 2014
Sezon 2014 rozpoczęła od wygrania eliminacji do Australian Open, a w turnieju głównym pokonała Kimiko Date-Krumm 6:4, 4:6, 6:3. W drugiej rundzie przegrała z późniejsza mistrzynią Li Na 0:6, 6:7(5). W marcu otrzymała dziką kartę do turnieju w Indian Wells, lecz nie wykorzystała szansy i odpadła po porażce w pierwszej rundzie z kwalifikantką Heather Watson 5:7, 4:6. Trzy tygodnie później wygrała eliminacje do turnieju w Charleston. W turnieju głównym wygrała po kolei z Mariją Kirilenko 6:1, 7:5, Mariną Erakovic 6:2, 6:1, Eliną Switoliną 6:7(4), 6:4, 6:1, a w ćwierćfinale ze sklasyfikowaną na jedenastej pozycji Sarą Errani 4:6, 6:2, 6:1. W walce o finał przegrała jednak z Janą Čepelovą 4:6, 7:5, 6:7(7).
Wygrane miesiąc później eliminacje w Madrycie (porażka w pierwszej rundzie turnieju głównego z Sereną Williams 2:6, 1:6) zaowocowały awansem Bencic do pierwszej setki rankingu WTA Tour. W czerwcu doszła do trzeciej rundy Wimbledonu. Na przełomie sierpnia i września osiągnęła największy sukces w dotychczasowej karierze, dochodząc do ćwierćfinału turnieju wielkoszlemowego w Nowym Jorku, wyeliminowawszy między innymi Angelique Kerber i Jelenę Janković. W październiku awansowała do pierwszego finału zawodów cyklu WTA Tour – w Tiencinie przegrała w nim z Alison Riske wynikiem 3:6, 4:6. Sezon zwieńczyła awansem na 33. miejsce rankingu.

### Sezon 2015
Sezon 2015 rozpoczęła od porażek w pierwszych rundach w Sydney, Australian Open i Antwerpii. W marcu doszła do czwartej rundy Indian Wells, po raz pierwszy w karierze wygrywając z byłą liderką rankingu Caroline Wozniacki. Dwa tygodnie później dotarła ponownie do czwartej rundy podczas Miami Open. Na początku maja zwyciężyła w zawodach deblowych w Pradze, razem z Kateřiną Siniakovą pokonując Katerynę Bondarenko i Evę Hrdinovą 6:2, 6:2. Występy w grze pojedynczej nie były już jednak tak udane. Przegrała w pierwszych rundach w Pradze, Madrycie i Rzymie. Po nieudanym French Open (porażka w drugiej rundzie z Madison Keys 0:6, 3:6) osiągnęła drugi finał turnieju WTA Tour – w ’s-Hertogenbosch, gdzie przegrała z Camilą Giorgi 5:7, 3:6. Pierwsze zwycięstwo w WTA Tour Szwajcarka osiągnęła w czerwcu w Eastbourne, pokonując Agnieszkę Radwańską 6:4, 4:6, 6:0. W półfinale imprezy po raz drugi w sezonie pokonała Wozniacki – przy stanie 3:0 w pierwszym secie dla Bencic Dunka skreczowała. Podczas Wimbledonu przegrała w czwartej rundzie z Wiktoryją Azaranką 2:6, 3:6. Na początku sierpnia wygrała wraz z Kristiną Mladenovic turniej w Waszyngtonie w grze podwójnej. W rozgrywkach singlowych odpadła już w drugiej rundzie.
US Open Series 2015 rozpoczęła od drugiego zwycięstwa turniejowego podczas zawodów WTA Premier 5 w Toronto, podczas którego pokonała aż cztery zawodniczki z czołowej dziesiątki rankingu. W drugiej rundzie po raz trzeci w roku wygrała z Caroline Wozniacki 7:5, 7:5, w ćwierćfinale pokonała inną byłą liderkę rankingu WTA Anę Ivanović 6:4, 6:2, by w półfinale sprawić sensację, eliminując ówczesną liderkę Serenę Williams 3:6, 7:5, 6:4. W spotkaniu mistrzowskim wynikiem 7:6(5), 6:7(4), 3:0 pokonała Simonę Halep, która w trzecim secie poddała mecz. Dzięki tej wygranej awansowała na najwyższe w karierze 12. miejsce rankingu WTA Tour. W meczu trzeciej rundy podczas turnieju w Cincinnati, po przegraniu pierwszego seta z Lucie Šafářovą 2:6, skreczowała. Podczas US Open dotarła do trzeciej rundy, w której po raz czwarty w karierze musiała uznać wyższość Venus Williams, przegrywając 3:6, 4:6.
Ostatnią część sezonu w Azji rozpoczęła od udziału w tokijskim turnieju Toray Pan Pacific Open. W ćwierćfinale pokonała Garbiñe Muguruzę 7:6(1), 6:1, a w walce o finał po raz czwarty w sezonie ograła Caroline Wozniacki, tym razem 6:2, 6:4. W decydującym meczu turnieju przegrała z Agnieszką Radwańską 2:6, 2:6. W turnieju cyklu WTA Premier 5 w Wuhanie w II rundzie po przegraniu pierwszego seta 2:6 z Camilą Giorgi poddała mecz. Następny występ to zawody cyklu WTA Premier Mandatory w Pekinie, gdzie swój udział również zakończyła na II rundzie oddając mecz walkowerem Mirjanie Lučić-Baroni.
Sezon zakończyła na czternastym miejscu w rankingu singlowym WTA Tour.

### Sezon 2016
Szwajcarka rozpoczęła sezon od udziału w australijskich zawodach w Brisbane, jednakże w drugiej rundzie musiała uznać wyższość kwalifikantki Samanthy Crawford 5:7, 5:7. W drugim sprawdzianie przed Australian Open w Sydney Bencic zaprezentowała się znacznie lepiej, gdyż doszła do półfinału. W ćwierćfinale pokonała Jekatierinę Makarowa 6:0, 2:6, 6:4, jednak w walce o finał w pojedynku z Mónicą Puig skreczowała po przegraniu pierwszego seta 0:6. Rozstawiona z nr 12 Szwajcarka podczas Australian Open pokonała Alison Riske 6:4, 6:3, Tímeę Babos 6:3, 6:3 oraz Katerynę Bondarenko 4:6, 6:2, 6:4, lecz w 1/8 finału nie zdołała pokonać powracającej po kontuzji na korty Mariji Szarapowej, przegrywając w 5:7, 5:7.
Na początku lutego była główną autorką sensacyjnego zwycięstwa drużyny Szwajcarii w ćwierćfinale rozgrywek Pucharu Federacji. Pokonała najpierw Andreę Petkovic 6:3, 6:4, a dzień później triumfatorkę tegorocznego Australian Open Angelique Kerber 7:6(4), 6:3. Przy stanie 2-2 wspólnie z Martiną Hingis pokonały Petkovic i Annę-Lenę Grönefeld 6:3, 6:2, wprowadzając Szwajcarię po osiemnastu latach po raz pierwszy do półfinału.
W kolejnym turnieju, w Petersburgu, po raz pierwszy w historii występów na poziomie WTA była rozstawiona z numerem 1. Dzięki osiągnięciu finału (porażka z Robertą Vinci 4:6, 3:6) pierwszy raz w karierze awansowała do TOP 10 rankingu WTA Tour. Później jednak przegrała w pierwszych meczach w turniejach w Dubaju i Doha – z Jeleną Janković 6:4, 5:7, 4:6 i Coco Vandeweghe 4:6, 2:6.
Po nieudanych występach w USA i absencji na kortach ziemnych Bencic doszła do półfinału Ricoh Open, ale potem wygrywała już tylko pojedyncze mecze.

### Sezon 2017
Nowy sezon rozpoczęła od porażek w pierwszych rundach w Sydney (z Juliją Putincewą 4:6, 3:2 krecz), Australian Open (z Sereną Williams 4:6, 3:6), Petersburgu (z Darją Kasatkiną 2:6, 5:7) i Acapulco (z Mirjaną Lučić-Baroni 5:7, 4:6). Pierwszą wygraną w głównym cyklu odnotowała dopiero w marcu. Na kortach w Indian Wells pokonała w pierwszej rundzie Cwetanę Pironkową 6:4, 6:1. Później Szwajcarka kontynuowała złą passę.
Po pięciomiesięcznej przerwie spowodowanej kontuzją wróciła do rywalizacji we wrześniu, triumfując w turnieju ITF w Petersburgu z pulą nagród 100 000 dolarów, w finale ogrywając Dajanę Jastremśką 6:2, 6:3. Później przegrała w półfinale małego turnieju ITF we Francji i doszła ćwierćfinału w Linzu (porażka z kwalifikantką Mihaelą Buzărnescu 4:6, 7:5, 6:7(4)).
W listopadzie rozpoczęła zwycięską passę. Najpierw wygrała dwa turnieje cyklu WTA 125K series: w Hua Hin (pokonała w finale Hsieh Su-wei) 6:3, 6:4 i w Tajpej (Arantxa Rus 7:6(3), 6:1). Na koniec roku, w grudniu, wygrała w turnieju ITF w Dubaju z pulą nagród 100 000 dolarów po kreczu w finale Ajli Tomljanović po pierwszym secie 6:4.

### Sezon 2018
Na początku nowego roku zdobyła razem z Rogerem Federerem Puchar Hopmana, przegrywając tylko jeden mecz singlowy – z Angelique Kerber 4:6, 1:6. W pierwszej rundzie Australian Open nie dała szans ubiegłorocznej finalistce Venus Williams, wygrywając 6:3, 7:5, ale w meczu drugiej rundy uległa tenisistce z eliminacji Luksice Kumkhum 1:6, 3:6.

## Życie prywatne
W listopadzie 2023 roku Bencic ogłosiła, że jest w ciąży ze swoim partnerem, Martinem Hromkovicem. 23 kwietnia 2024 roku urodziła córkę, Bellę.

## Historia występów wielkoszlemowych
Legenda
     W, wygrany turniej
      F, przegrana w finale
      SF, przegrana w półfinale
      QF, przegrana w ćwierćfinale
     xR, przegrana w x rundzie
     Qx, przegrana w x rundzie kwalifikacji
     A, brak startu
     NH, turniej nie odbył się

### Występy w grze pojedynczej
| Australian Open        | A    | A   | A   | 2R | 1R | 4R | 1R  | 2R | 3R | 3R | 3R | 2R | 4R | A   | 4R | 0 / 11 | 18 – 11 |  |  |  |  |  |  |  |  |  |  |
| French Open            | A    | A   | A   | 1R | 2R | A  | A   | 2R | 3R | A  | 2R | 3R | 1R | A   |    | 0 / 7  | 7 – 7   |  |  |  |  |  |  |  |  |  |  |
| Wimbledon              | A    | A   | A   | 3R | 4R | 2R | A   | 4R | 3R | NH | 1R | 1R | 4R | A   |    | 0 / 8  | 14 – 8  |  |  |  |  |  |  |  |  |  |  |
| US Open                | A    | A   | A   | QF | 3R | 3R | A   | 1R | SF | A  | QF | 3R | 4R | A   |    | 0 / 8  | 21 – 8  |  |  |  |  |  |  |  |  |  |  |
|                        |      |     |     |    |    |    |     |    |    |    |    |    |    |     |    |        |         |  |  |  |  |  |  |  |  |  |  |
| Ranking na koniec roku | 1059 | 626 | 212 | 33 | 14 | 43 | 165 | 37 | 8  | 12 | 23 | 12 | 17 | 913 |    | 0 / 34 | 60 – 34 |  |  |  |  |  |  |  |  |  |  |

### Występy w grze podwójnej
| Australian Open        | A | A    | A   | A   | 1R | 2R  | 1R  | A   | 1R  | A   | 1R  | A   | 2R  | A | A | 0 / 6  | 2 – 5  |  |  |  |  |  |  |  |  |  |
| French Open            | A | A    | A   | A   | 3R | A   | A   | 1R  | 2R  | A   | A   | 1R  | A   | A |   | 0 / 4  | 3 – 4  |  |  |  |  |  |  |  |  |  |
| Wimbledon              | A | A    | A   | 2R  | 2R | A   | A   | 1R  | 1R  | NH  | 1R  | 2R  | A   | A |   | 0 / 6  | 3 – 6  |  |  |  |  |  |  |  |  |  |
| US Open                | A | A    | A   | 1R  | 1R | 1R  | A   | 1R  | A   | A   | A   | A   | A   | A |   | 0 / 4  | 0 – 4  |  |  |  |  |  |  |  |  |  |
|                        |   |      |     |     |    |     |     |     |     |     |     |     |     |   |   |        |        |  |  |  |  |  |  |  |  |  |
| Ranking na koniec roku | – | 1067 | 466 | 208 | 68 | 215 | 269 | 242 | 116 | 104 | 154 | 133 | 197 | – |   | 0 / 20 | 8 – 19 |  |  |  |  |  |  |  |  |  |

### Występy w grze mieszanej
| Australian Open | A | A | A | A  | A  | A | A | A | A | A  | A  | A | A | A | A | 0 / 0 | 0 – 0 |  |  |  |  |  |  |  |  |  |  |
| French Open     | A | A | A | A  | A  | A | A | A | A | NH | A  | A | A | A |   | 0 / 0 | 0 – 0 |  |  |  |  |  |  |  |  |  |  |
| Wimbledon       | A | A | A | 3R | 2R | A | A | A | A | NH | A  | A | A | A |   | 0 / 2 | 3 – 2 |  |  |  |  |  |  |  |  |  |  |
| US Open         | A | A | A | A  | 1R | A | A | A | A | NH | 2R | A | A | A |   | 0 / 2 | 1 – 2 |  |  |  |  |  |  |  |  |  |  |
|                 |   |   |   |    |    |   |   |   |   |    |    |   |   |   |   |       |       |  |  |  |  |  |  |  |  |  |  |
|                 |   |   |   |    |    |   |   |   |   |    |    |   |   |   |   | 0 / 4 | 4 – 4 |  |  |  |  |  |  |  |  |  |  |

## Finały turniejów WTA
| Legenda                     | Legenda |
| --------------------------- | ------- |
| Wielki Szlem                |         |
| Igrzyska olimpijskie        |         |
| WTA Tour Championships      |         |
| 2009 – 2020                 |         |
| WTA Premier Mandatory       |         |
| WTA Premier 5               |         |
| WTA Premier                 |         |
| WTA International Series    |         |
| WTA 125K series (2012–2020) |         |
| od 2021                     |         |
| WTA 1000 (obowiązkowe)      |         |
| WTA 1000 (nieobowiązkowe)   |         |
| WTA 500                     |         |
| WTA 250                     |         |
| WTA 125                     |         |

### Gra pojedyncza 19 (9–10)
| Końcowy wynik | Nr  | Data                 | Turniej          | Nawierzchnia  | Przeciwniczka            | Wynik finału              |
| ------------- | --- | -------------------- | ---------------- | ------------- | ------------------------ | ------------------------- |
| Finalistka    | 1.  | 12 października 2014 | Tiencin          | Twarda        | Alison Riske             | 3:6, 4:6                  |
| Finalistka    | 2.  | 14 czerwca 2015      | ’s-Hertogenbosch | Trawiasta     | Camila Giorgi            | 5:7, 3:6                  |
| Zwyciężczyni  | 1.  | 27 czerwca 2015      | Eastbourne       | Trawiasta     | Agnieszka Radwańska      | 6:4, 4:6, 6:0             |
| Zwyciężczyni  | 2.  | 16 sierpnia 2015     | Toronto          | Twarda        | Simona Halep             | 7:6(5), 6:7(4), 3:0 krecz |
| Finalistka    | 3.  | 27 września 2015     | Tokio            | Twarda        | Agnieszka Radwańska      | 2:6, 2:6                  |
| Finalistka    | 4.  | 14 lutego 2016       | Petersburg       | Twarda (hala) | Roberta Vinci            | 4:6, 3:6                  |
| Finalistka    | 5.  | 20 października 2018 | Luksemburg       | Twarda (hala) | Julia Görges             | 4:6, 5:7                  |
| Zwyciężczyni  | 3.  | 23 lutego 2019       | Dubaj            | Twarda        | Petra Kvitová            | 6:3, 1:6, 6:2             |
| Finalistka    | 6.  | 23 czerwca 2019      | Santa Ponça      | Trawiasta     | Sofia Kenin              | 7:6(2), 6:7(5), 4:6       |
| Zwyciężczyni  | 4.  | 20 października 2019 | Moskwa           | Twarda (hala) | Anastasija Pawluczenkowa | 3:6, 6:1, 6:1             |
| Finalistka    | 7.  | 27 lutego 2021       | Adelaide         | Twarda        | Iga Świątek              | 2:6, 2:6                  |
| Finalistka    | 8.  | 20 czerwca 2021      | Berlin           | Trawiasta     | Ludmiła Samsonowa        | 6:1, 1:6, 3:6             |
| Zwyciężczyni  | 5.  | 31 lipca 2021        | Tokio            | Twarda        | Markéta Vondroušová      | 7:5, 2:6, 6:3             |
| Zwyciężczyni  | 6.  | 10 kwietnia 2022     | Charleston       | Ceglana       | Uns Dżabir               | 6:1, 5:7, 6:4             |
| Finalistka    | 9.  | 19 czerwca 2022      | Berlin           | Trawiasta     | Uns Dżabir               | 3:6, 1:2 krecz            |
| Zwyciężczyni  | 7.  | 14 stycznia 2023     | Adelaide         | Twarda        | Darja Kasatkina          | 6:0, 6:2                  |
| Zwyciężczyni  | 8.  | 12 lutego 2023       | Abu Zabi         | Twarda        | Ludmiła Samsonowa        | 1:6, 7:6(8), 6:4          |
| Finalistka    | 10. | 9 kwietnia 2023      | Charleston       | Ceglana       | Uns Dżabir               | 6:7(6), 4:6               |
| Zwyciężczyni  | 9.  | 8 lutego 2025        | Abu Zabi         | Twarda        | Ashlyn Krueger           | 4:6, 6:1, 6:1             |

### Gra podwójna 3 (2–1)
| Końcowy wynik | Nr | Data            | Turniej    | Nawierzchnia | Partnerka           | Przeciwniczki                         | Wynik finału |
| ------------- | -- | --------------- | ---------- | ------------ | ------------------- | ------------------------------------- | ------------ |
| Zwyciężczyni  | 1. | 1 maja 2015     | Praga      | Ceglana      | Kateřina Siniaková  | Kateryna Bondarenko Eva Hrdinová      | 6:2, 6:2     |
| Zwyciężczyni  | 2. | 8 sierpnia 2015 | Waszyngton | Twarda       | Kristina Mladenovic | Lara Arruabarrena Andreja Klepač      | 7:5, 7:6(7)  |
| Finalistka    | 1. | 1 sierpnia 2021 | Tokio      | Twarda       | Viktorija Golubic   | Barbora Krejčíková Kateřina Siniaková | 5:7, 1:6     |

## Finały turniejów WTA 125

### Gra pojedyncza 3 (2–1)
| Końcowy wynik | Nr | Data              | Turniej | Nawierzchnia    | Przeciwniczka | Wynik finału     |
| ------------- | -- | ----------------- | ------- | --------------- | ------------- | ---------------- |
| Zwyciężczyni  | 1. | 12 listopada 2017 | Hua Hin | Twarda          | Hsieh Su-wei  | 6:3, 6:4         |
| Zwyciężczyni  | 2. | 19 listopada 2017 | Tajpej  | Dywanowa (hala) | Arantxa Rus   | 7:6(3), 6:1      |
| Finalistka    | 1. | 8 grudnia 2024    | Angers  | Twarda (hala)   | Alycia Parks  | 6:7(4), 6:3, 0:6 |

### Gra podwójna 1 (0–1)
| Końcowy wynik | Nr | Data           | Turniej | Nawierzchnia  | Partnerka   | Przeciwniczki                        | Wynik finału |
| ------------- | -- | -------------- | ------- | ------------- | ----------- | ------------------------------------ | ------------ |
| Finalistka    | 1. | 8 grudnia 2024 | Angers  | Twarda (hala) | Céline Naef | Monica Niculescu Elena-Gabriela Ruse | 3:6, 4:6     |

## Występy w Turnieju Mistrzyń

### W grze pojedynczej
| Rok  | Rezultat | Przeciwniczka   | Wynik               |
| 2019 | Półfinał | Elina Switolina | 7:5, 3:6, 1:4 krecz |

## Finały turniejów rangi ITF
| turnieje z pulą nagród 100 000 $ |
| turnieje z pulą nagród 80 000 $  |
| turnieje z pulą nagród 60 000 $  |
| turnieje z pulą nagród 25 000 $  |
| turnieje z pulą nagród 15 000 $  |
| turnieje z pulą nagród 10 000 $  |

### Gra pojedyncza 6 (5–1)
| Rezultat     |    | Data       | Turniej        | ($)       | Naw.      | Przeciwniczka     | Wynik       |
| Zwyciężczyni | 1. | 23/09/2012 | Szarm el-Szejk | 10 000    | Twarda    | Fatima an-Nabhani | 6:3, 7:6(4) |
| Zwyciężczyni | 2. | 30/09/2012 | Szarm el-Szejk | 10 000    | Twarda    | Barbara Haas      | 6:4, 6:0    |
| Finalistka   | 1. | 20/10/2013 | Makinohara     | 25 000    | Trawiasta | Zarina Dijas      | 3:6, 4:6    |
| Zwyciężczyni | 3. | 23/09/2017 | Petersburg     | 100 000   | Twarda    | Dajana Jastremśka | 6:2, 6:3    |
| Zwyciężczyni | 4. | 16/12/2017 | Dubaj          | 100 000+H | Twarda    | Ajla Tomljanović  | 6:4, krecz  |
| Zwyciężczyni | 5. | 11/11/2018 | Las Vegas      | 80 000    | Twarda    | Nicole Gibbs      | 7:5, 6:1    |

### Gra podwójna 5 (3–2)
| Rezultat     |    | Data       | Turniej        | ($)     | Naw.          | Partnerka          | Przeciwniczki                              | Wynik             |
| Zwyciężczyni | 1. | 23/09/2012 | Szarm el-Szejk | 10 000  | Twarda        | Lou Brouleau       | Olga Brózda Ganna Piven                    | 7:6(3), 3:6, 10–6 |
| Zwyciężczyni | 2. | 23/06/2013 | Lenzerheide    | 25 000  | Ceglana       | Kateřina Siniaková | Wieronika Kudiermietowa Diāna Marcinkēviča | 6:0, 6:2          |
| Finalistka   | 1. | 27/10/2013 | Hamamatsu      | 25 000  | Trawiasta     | Sopia Szapatawa    | Shūko Aoyama Junri Namigata                | 4:6, 3:6          |
| Finalistka   | 2. | 22/09/2017 | Petersburg     | 100 000 | Twarda        | Michaela Hončová   | Anna Blinkowa Wieronika Kudiermietowa      | 3:6, 1:6          |
| Zwyciężczyni | 3. | 29/10/2017 | Poitiers       | 100 000 | Twarda (hala) | Yanina Wickmayer   | Mihaela Buzărnescu Nicola Geuer            | 7:6(7), 6:3       |

## Występy w igrzyskach olimpijskich

### Gra pojedyncza
| Runda                                                                          | Przeciwniczka                                              | Wynik            |
| ------------------------------------------------------------------------------ | ---------------------------------------------------------- | ---------------- |
|                                                                                |                                                            |                  |
| Letnie Igrzyska Olimpijskie w Tokio 2020, reprezentując państwo Szwajcaria [9] |                                                            |                  |
| I runda                                                                        | Stany Zjednoczone: Jessica Pegula                          | 6:3, 6:3         |
| II runda                                                                       | Japonia: Misaki Doi                                        | 6:2, 6:4         |
| III runda                                                                      | Czechy: Barbora Krejčíková [8]                             | 1:6, 6:2, 6:3    |
| Ćwierćfinał                                                                    | Rosyjski Komitet Olimpijski: Anastasija Pawluczenkowa [13] | 6:0, 3:6, 6:3    |
| Półfinał                                                                       | Kazachstan: Jelena Rybakina [15]                           | 7:6(2), 4:6, 6:3 |
| O złoty medal                                                                  | Czechy: Markéta Vondroušová                                | 7:5, 2:6, 6:3    |

### Gra podwójna
| Runda                                                                      | Partnerka         | Przeciwniczki                                       | Wynik             |
| -------------------------------------------------------------------------- | ----------------- | --------------------------------------------------- | ----------------- |
|                                                                            |                   |                                                     |                   |
| Letnie Igrzyska Olimpijskie w Tokio 2020, reprezentując państwo Szwajcaria |                   |                                                     |                   |
| I runda                                                                    | Viktorija Golubic | Japonia: Shūko Aoyama / Ena Shibahara [2]           | 6:4, 6:7(5), 10–5 |
| II runda                                                                   | Viktorija Golubic | Hiszpania: Garbiñe Muguruza / Carla Suárez Navarro  | 3:6, 6:1, 11–9    |
| Ćwierćfinał                                                                | Viktorija Golubic | Australia: Ellen Perez / Samantha Stosur            | 6:4, 6:4          |
| Półfinał                                                                   | Viktorija Golubic | Brazylia: Laura Pigossi / Luisa Stefani             | 7:5, 6:3          |
| O złoty medal                                                              | Viktorija Golubic | Czechy: Barbora Krejčíková / Kateřina Siniaková [1] | 5:7, 1:6          |

## Finały juniorskich turniejów wielkoszlemowych

### Gra pojedyncza (2)
| Końcowy wynik | Rok  | Turniej     | Nawierzchnia | Przeciwnik      | Wynik finału  |
| Zwyciężczyni  | 2013 | French Open | Ceglana      | Antonia Lottner | 6:1, 6:3      |
| Zwyciężczyni  | 2013 | Wimbledon   | Trawiasta    | Taylor Townsend | 4:6, 6:1, 6:4 |

### Gra podwójna (3)
| Końcowy wynik | Rok  | Turniej   | Nawierzchnia | Partnerka           | Przeciwniczki                         | Wynik finału |
| Finalistka    | 2012 | Wimbledon | Trawiasta    | Ana Konjuh          | Eugenie Bouchard Taylor Townsend      | 4:6, 3:6     |
| Finalistka    | 2012 | US Open   | Twarda       | Petra Uberalová     | Gabrielle Andrews Taylor Townsend     | 4:6, 3:6     |
| Finalistka    | 2013 | US Open   | Twarda       | Sara Sorribes Tormo | Barbora Krejčíková Kateřina Siniaková | 3:6, 4:6     |

## Zwycięstwa nad zawodniczkami klasyfikowanymi w danym momencie w TOP 10 rankingu WTA
Stan na 19.01.2025
| Sezon      | 2011 | 2012 | 2013 | 2014 | 2015 | 2016 | 2017 | 2018 | 2019 | 2020 | 2021 | 2022 | 2023 | 2024 | 2025 | Łącznie |
| Zwycięstwa | 0    | 0    | 0    | 2    | 8    | 1    | 0    | 2    | 11   | 0    | 3    | 4    | 4    | 0    | 0    | 35      |

| #    | Zawodnik                | Ranking przeciwnika | Ranking Bencic | Turniej                             | Nawierzchnia  | Runda        | Wynik                     |
| ---- | ----------------------- | ------------------- | -------------- | ----------------------------------- | ------------- | ------------ | ------------------------- |
| 2014 |                         |                     |                |                                     |               |              |                           |
| 1.   | Angelique Kerber        | Nr 7                | 58             | US Open, Stany Zjednoczone          | Twarda        | 3R           | 6:1, 7:5                  |
| 2.   | Jelena Janković         | Nr 10               | 58             | US Open, Stany Zjednoczone          | Twarda        | 4R           | 7:6(6), 6:3               |
| 2015 |                         |                     |                |                                     |               |              |                           |
| 3.   | Caroline Wozniacki      | Nr 5                | 37             | Indian Wells, Stany Zjednoczone     | Twarda        | 3R           | 6:4, 6:4                  |
| 4.   | Caroline Wozniacki      | Nr 5                | 31             | Eastbourne, Wielka Brytania         | Trawiasta     | SF           | 3:0 krecz                 |
| 5.   | Caroline Wozniacki      | Nr 5                | 20             | Toronto, Kanada                     | Twarda        | 2R           | 7:5, 7:5                  |
| 6.   | Ana Ivanović            | Nr 6                | 20             | Toronto, Kanada                     | Twarda        | QF           | 6:4, 6:2                  |
| 7.   | Serena Williams         | Nr 1                | 20             | Toronto, Kanada                     | Twarda        | SF           | 3:6, 7:5, 6:4             |
| 8.   | Simona Halep            | Nr 3                | 20             | Toronto, Kanada                     | Twarda        | F            | 7:6(5), 6:7(4), 3:0 krecz |
| 9.   | Garbiñe Muguruza        | Nr 8                | 15             | Tokio, Japonia                      | Twarda        | QF           | 7:6(1), 6:1               |
| 10.  | Caroline Wozniacki      | Nr 6                | 15             | Tokio, Japonia                      | Twarda        | SF           | 6:2, 6:4                  |
| 2016 |                         |                     |                |                                     |               |              |                           |
| 11.  | Angelique Kerber        | Nr 2                | 11             | Puchar Federacji, Niemcy            | Twarda (hala) | 1R           | 7:6(4), 6:3               |
| 2018 |                         |                     |                |                                     |               |              |                           |
| 12.  | Venus Williams          | Nr 5                | 78             | Australian Open, Australia          | Twarda        | 1R           | 6:3, 7:5                  |
| 13.  | Caroline Garcia         | Nr 6                | 56             | Wimbledon, Wielka Brytania          | Trawiasta     | 1R           | 7:6(2), 6:3               |
| 2019 |                         |                     |                |                                     |               |              |                           |
| 14.  | Aryna Sabalenka         | Nr 9                | 45             | Dubaj, Zjednoczone Emiraty Arabskie | Twarda        | 3R           | 6:4, 2:6, 7:6(7)          |
| 15.  | Simona Halep            | Nr 2                | 45             | Dubaj, Zjednoczone Emiraty Arabskie | Twarda        | QF           | 6:4, 2:6, 7:6(7)          |
| 16.  | Elina Switolina         | Nr 6                | 45             | Dubaj, Zjednoczone Emiraty Arabskie | Twarda        | SF           | 6:2, 3:6, 7:6(3)          |
| 17.  | Petra Kvitová           | Nr 4                | 45             | Dubaj, Zjednoczone Emiraty Arabskie | Twarda        | F            | 6:3, 1:6, 6:2             |
| 18.  | Naomi Ōsaka             | Nr 1                | 23             | Indian Wells, Stany Zjednoczone     | Twarda        | 3R           | 6:3, 6:1                  |
| 19.  | Karolína Plíšková       | Nr 5                | 23             | Indian Wells, Stany Zjednoczone     | Twarda        | QF           | 6:3, 4:6, 6:3             |
| 20.  | Naomi Ōsaka             | Nr 1                | 18             | Madryt, Hiszpania                   | Ceglana       | QF           | 3:6, 6:2, 7:5             |
| 21.  | Angelique Kerber        | Nr 6                | 13             | Santa Ponça, Hiszpania              | Trawiasta     | SF           | 2:6, 7:6(2), 6:4          |
| 22.  | Naomi Ōsaka             | Nr 1                | 12             | US Open, Stany Zjednoczone          | Twarda        | 4R           | 7:5, 6:4                  |
| 23.  | Petra Kvitová           | Nr 6                | 7              | WTA Finals, Chiny                   | Twarda        | Faza grupowa | 6:3, 1:6, 6:4             |
| 24.  | Kiki Bertens            | Nr 10               | 7              | WTA Finals, Chiny                   | Twarda        | Faza grupowa | 7:5, 1:0 krecz            |
| 2021 |                         |                     |                |                                     |               |              |                           |
| 25.  | Iga Świątek             | Nr 8                | 12             | US Open, Stany Zjednoczone          | Twarda        | 4R           | 7:6(12), 6:3              |
| 26.  | Angelique Kerber        | Nr 9                | 17             | Puchar Billie Jean King, Czechy     | Twarda (hala) | Faza grupowa | 5:7, 6:2, 6:2             |
| 27.  | Barbora Krejčíková      | Nr 3                | 17             | Puchar Billie Jean King, Czechy     | Twarda (hala) | Faza grupowa | 7:6(2), 6:4               |
| 2022 |                         |                     |                |                                     |               |              |                           |
| 28.  | Paula Badosa            | Nr 3                | 21             | Charleston, Stany Zjednoczone       | Ceglana       | QF           | 2:6, 7:6(2), 6:4          |
| 29.  | Uns Dżabir              | Nr 10               | 21             | Charleston, Stany Zjednoczone       | Ceglana       | F            | 6:1, 5:7, 6:4             |
| 30.  | Maria Sakari            | Nr 6                | 17             | Berlin, Niemcy                      | Trawiasta     | SF           | 2:6, 7:6(2), 6:4          |
| 31.  | Garbiñe Muguruza        | Nr 8                | 12             | Toronto, Kanada                     | Twarda        | 3R           | 6:1, 6:3                  |
| 2023 |                         |                     |                |                                     |               |              |                           |
| 32.  | Caroline Garcia         | Nr 4                | 13             | Adelaide, Australia                 | Twarda        | QF           | 6:2, 3:6, 6:4             |
| –    | Wieronika Kudiermietowa | Nr 9                | 13             | Adelaide, Australia                 | Twarda        | SF           | walkower                  |
| 33.  | Darja Kasatkina         | Nr 8                | 13             | Adelaide, Australia                 | Twarda        | F            | 6:0, 6:2                  |
| 34.  | Jessica Pegula          | Nr 3                | 11             | Charleston, Stany Zjednoczone       | Ceglana       | SF           | 7:5, 7:6(5)               |
| 35.  | Petra Kvitová           | Nr 9                | 13             | Montreal, Kanada                    | Twarda        | 3R           | 6:7(3), 6:3, 6:1          |

## Bilans spotkań z zawodniczkami z TOP 10 rankingu WTA
Bilans bezpośrednich spotkań z tenisistkami, które kiedykolwiek znajdowały się w TOP 10 rankingu WTA Tour. Zawodniczki aktywne pogrubione.
Stan na 02.01.2025
| Tenisistka                                                  | Mecze | W  | P  | %    | Pierwsze spotkanie, wynik                          | Ostatnie spotkanie, wynik                                  |
| ----------------------------------------------------------- | ----- | -- | -- | ---- | -------------------------------------------------- | ---------------------------------------------------------- |
| Zawodniczki sklasyfikowane najwyżej na 1. miejscu rankingu  |       |    |    |      |                                                    |                                                            |
| Wiktoryja Azaranka                                          | 3     | 1  | 2  | 33%  | Wimbledon 2015, Azaranka 6:2, 6:3                  | Doha 2023, Bencic 1:6, 7:6(4), 6:4                         |
| Ashleigh Barty                                              | 1     | 0  | 1  | 0%   | BNP Paribas WTA Finals 2019, Barty 5:7, 6:1, 6:2   | BNP Paribas WTA Finals 2019, Barty 5:7, 6:1, 6:2           |
| Ana Ivanović                                                | 2     | 1  | 1  | 50%  | Pekin 2014, Ivanović 6:2, 6:1                      | Toronto 2015, Bencic 6:4, 6:2                              |
| Jelena Janković                                             | 4     | 2  | 2  | 50%  | US Open 2014, Bencic 7:6(6), 6:3                   | Dubaj 2016, Janković 4:6, 7:5, 6:4                         |
| Angelique Kerber                                            | 7     | 5  | 2  | 71%  | US Open 2014, Bencic 6:1, 7:5                      | Puchar Billie Jean King 2022, Bencic 5:7, 6:2, 6:2         |
| Simona Halep                                                | 4     | 2  | 2  | 50%  | Wimbledon 2015, Halep 6:4, 6:1                     | Madryt 2019, Halep 6:2, 6:7(2), 6:0                        |
| Garbiñe Muguruza                                            | 4     | 3  | 1  | 75%  | Tokio 2015, Bencic 7:6(1), 6:1                     | Adelaide 2023, Bencic 6:3, 6:4                             |
| Naomi Ōsaka                                                 | 5     | 3  | 2  | 60%  | Pelham 2013, Ōsaka 6:3, 6:3                        | Miami 2022, Ōsaka 4:6, 6:3, 6:4                            |
| Karolína Plíšková                                           | 3     | 2  | 1  | 67%  | Indian Wells 2019, Bencic 6:3, 4:6, 6:3            | Puchar Billie Jean King 2022, Bencic 6:2, 7:6(6)           |
| Aryna Sabalenka                                             | 3     | 1  | 2  | 33%  | New Haven 2018, Sabalenka 6:3, 6:2                 | Australian Open 2023, Sabalenka 7:5, 6:2                   |
| Iga Świątek                                                 | 4     | 1  | 3  | 25%  | Adelaide 2021, Świątek 6:2, 6:2                    | Wimbledon 2023, Świątek 6:7(4), 7:6(2), 6:3                |
| Marija Szarapowa                                            | 1     | 0  | 1  | 0%   | Australian Open 2016, Szarapowa 7:5, 7:5           | Australian Open 2016, Szarapowa 7:5, 7:5                   |
| Serena Williams                                             | 4     | 2  | 2  | 50%  | Madryt 2014, Williams 6:2, 6:1                     | Toronto 2022, Bencic 6:2, 6:4                              |
| Venus Williams                                              | 6     | 2  | 4  | 33%  | Luksemburg 2012, Williams 6:3, 6:1                 | Pekin 2019, Bencic 3:6, 6:3, 7:5                           |
| Caroline Wozniacki                                          | 7     | 4  | 3  | 57%  | Stambuł 2014, Wozniacki 6:0, 6:0                   | Pekin 2018, Wozniacki 6:2, 6:4                             |
| podsumowanie                                                | 57    | 29 | 28 | 51%  |                                                    |                                                            |
| Zawodniczki sklasyfikowane najwyżej na 2. miejscu rankingu  |       |    |    |      |                                                    |                                                            |
| Paula Badosa                                                | 4     | 1  | 3  | 25%  | Charleston 2021, Badosa 6:2, 6:7(2), 6:1           | Charleston 2022, Bencic 2:6, 7:6(4), 6:4                   |
| Uns Dżabir                                                  | 5     | 2  | 3  | 40%  | Madryt 2021, Bencic 7:6(2), 4:3 krecz              | Charleston 2023, Dżabir 7:6(6), 6:4                        |
| Coco Gauff                                                  | 2     | 1  | 1  | 50%  | Adelaide 2021, Bencic 7:6(2), 6:7(4), 6:2          | Waszyngton 2023, Gauff 6:1, 6:2                            |
| Anett Kontaveit                                             | 3     | 0  | 3  | 0%   | US Open 2019, Kontaveit walkower                   | St. Petersburg 2022, Kontaveit 7:6(7), 6:2                 |
| Barbora Krejčíková                                          | 3     | 2  | 1  | 67%  | Igrzyska olimpijskie 2020, Bencic 1:6, 6:2, 6:3    | Ostrawa 2022, Krejcikova walkower                          |
| Swietłana Kuzniecowa                                        | 6     | 4  | 2  | 67%  | Tokio, 2014, Bencic 6:3, 6:0                       | Australian Open 2021, Bencic 7:5, 2:6, 6:4                 |
| Petra Kvitová                                               | 7     | 3  | 4  | 43%  | Tokio 2013, Kvitová 7:5, 6:4                       | Montreal 2023, Bencic 6:7(3), 6:3, 6:1                     |
| Li Na                                                       | 1     | 0  | 1  | 0%   | Australian Open 2014, Li 6:0, 7:6(5)               | Australian Open 2014, Li 6:0, 7:6(5)                       |
| Agnieszka Radwańska                                         | 2     | 1  | 1  | 50%  | Eastbourne 2015, Bencic 6:4, 4:6, 6:0              | Tokio 2015, Radwańska 6:2, 6:2                             |
| podsumowanie                                                | 32    | 14 | 18 | 44%  |                                                    |                                                            |
| Zawodniczki sklasyfikowane najwyżej na 3. miejscu rankingu  |       |    |    |      |                                                    |                                                            |
| Jessica Pegula                                              | 4     | 4  | 0  | 100% | ’s-Hertogenbosch 2015, Bencic 6:2, 7:6(3)          | Charleston 2023, Bencic 7:5, 7:6(5)                        |
| Jelena Rybakina                                             | 2     | 1  | 1  | 50%  | Igrzyska olimpijskie 2020, Bencic 7:6(2), 4:6, 6:3 | Chicago 2021, Rybakina 6:4, 3:1 krecz                      |
| Maria Sakari                                                | 2     | 1  | 1  | 50%  | St. Petersburg 2020, Sakari 2:6, 6:4, 6:3          | Berlin 2022, Bencic 6:7(5), 6:4, 6:4                       |
| Sloane Stephens                                             | 2     | 0  | 2  | 0%   | Miami 2015, Stephens 6:4, 7:6(5)                   | Guadalajara 2022, Stephens 6:4, 6:4                        |
| Elina Switolina                                             | 4     | 2  | 2  | 50%  | Charleston 2014, Bencic 6:7(4), 6:4, 6:1           | BNP Paribas WTA Finals 2019, Switolina 5:7, 6:3, 4:1 krecz |
| podsumowanie                                                | 11    | 6  | 5  | 55%  |                                                    |                                                            |
| Zawodniczki sklasyfikowane najwyżej na 4. miejscu rankingu  |       |    |    |      |                                                    |                                                            |
| Bianca Andreescu                                            | 2     | 1  | 1  | 50%  | US Open 2019, Andreescu 7:6(3), 7:5                | French Open 2022, Bencic 6:2, 6:4                          |
| Kiki Bertens                                                | 4     | 1  | 3  | 25%  | Indian Wells 2018, Bertens 6:2, 6:2                | BNP Paribas WTA Finals 2019, Bencic 7:5, 1:0 krecz         |
| Dominika Cibulková                                          | 1     | 0  | 1  | 0%   | Linz 2016, Cibulková 6:1, 6:2                      | Linz 2016, Cibulková 6:1, 6:2                              |
| Kimiko Date-Krumm                                           | 1     | 1  | 0  | 100% | Australian Open 2014, Bencic 6:4, 4:6, 6:3         | Australian Open 2014, Bencic 6:4, 4:6, 6:3                 |
| Caroline Garcia                                             | 2     | 2  | 0  | 100% | Wimbledon 2018, Bencic 7:6(2), 6:3                 | Adelaide 2023, Bencic 6:2, 3:6, 6:4                        |
| Sofia Kenin                                                 | 1     | 0  | 1  | 0%   | Santa Ponça 2019, Kenin 6:7(2), 7:6(5), 6:4        | Santa Ponça 2019, Kenin 6:7(2), 7:6(5), 6:4                |
| Johanna Konta                                               | 4     | 2  | 2  | 50%  | Acapulco 2014, Bencic 5:7, 6:4, 6:1                | US Open 2016, Konta 6:2, 6:1                               |
| Jasmine Paolini                                             | 3     | 2  | 1  | 0%   | ITF Las Vegas 2018, Bencic 6:3, 6:3                | United Cup 2025, Paolini 6:1, 6:1                          |
| Francesca Schiavone                                         | 1     | 0  | 1  | 0%   | Doha 2015, Schiavone 6:7(4), 6:2, 6:2              | Doha 2015, Schiavone 6:7(4), 6:2, 6:2                      |
| Samantha Stosur                                             | 2     | 1  | 1  | 50%  | Osaka 2013, Stosur 6:4, 6:2                        | Tokio 2015, Bencic 6:7(7), 6:3, 6:4                        |
| podsumowanie                                                | 21    | 10 | 11 | 48%  |                                                    |                                                            |
| Zawodniczki sklasyfikowane najwyżej na 5. miejscu rankingu  |       |    |    |      |                                                    |                                                            |
| Eugenie Bouchard                                            | 3     | 3  | 0  | 100% | Eastbourne 2015, Bencic 6:4, 3:0 krecz             | Ostrawa 2022, Bencic 6:7(7), 6:1, 6:4                      |
| Sara Errani                                                 | 5     | 4  | 1  | 80%  | Charleston 2014, Bencic 4:6, 6:2, 6:1              | Fed Cup 2019 – Grupa Światowa II, Bencic 6:2, 7:5          |
| Daniela Hantuchová                                          | 3     | 2  | 1  | 67%  | Birmingham 2014, Hantuchová 6:1, 6:4               | French Open 2015, Bencic 6:3, 6:3                          |
| Jeļena Ostapenko                                            | 2     | 1  | 1  | 50%  | Indian Wells 2018, Ostapenko 6:4, 3:6, 6:1         | Australian Open 2020, Bencic 7:5, 7:5                      |
| Lucie Šafářová                                              | 2     | 0  | 2  | 0%   | Tokio 2014, Šafářová 3:6, 6:4, 6:2                 | Cincinnati 2015, Šafářová 6:2, krecz                       |
| podsumowanie                                                | 15    | 10 | 5  | 67%  |                                                    |                                                            |
| Zawodniczki sklasyfikowane najwyżej na 6. miejscu rankingu  |       |    |    |      |                                                    |                                                            |
| Flavia Pennetta                                             | 2     | 1  | 1  | 50%  | Rzym 2014, Pennetta 6:2, 2:6, 6:3                  | Cincinnati 2015, Bencic 6:1, 6:4                           |
| Carla Suárez Navarro                                        | 2     | 1  | 1  | 50%  | Stuttgart 2015, Suárez Navarro 6:4, 7:6(1)         | Wimbledon 2018, Bencic 6:1, 7:6(3)                         |
| podsumowanie                                                | 4     | 2  | 2  | 50%  |                                                    |                                                            |
| Zawodniczki sklasyfikowane najwyżej na 7. miejscu rankingu  |       |    |    |      |                                                    |                                                            |
| Danielle Collins                                            | 2     | 1  | 1  | 50%  | Adelaide 2020, Collins 6:3, 6:1                    | Wimbledon 2023, Bencic 3:6, 6:4, 7:6(10–2)                 |
| Madison Keys                                                | 4     | 2  | 2  | 50%  | French Open 2015, Keys 6:0, 6:3                    | Charleston 2022, Bencic 6:4, 6:4                           |
| Roberta Vinci                                               | 1     | 0  | 1  | 0%   | St. Petersburg 2016, Vinci 4:6, 3:6                | St. Petersburg 2016, Vinci 4:6, 3:6                        |
| podsumowanie                                                | 6     | 2  | 4  | 33%  |                                                    |                                                            |
| Zawodniczki sklasyfikowane najwyżej na 8. miejscu rankingu  |       |    |    |      |                                                    |                                                            |
| Darja Kasatkina                                             | 6     | 3  | 3  | 50%  | St. Petersburg 2016, Bencic 6:4, 6:3               | Adelaide 2023, Bencic 6:0, 6:2                             |
| Jekatierina Makarowa                                        | 1     | 1  | 0  | 100% | Sydney 2016, Bencic 6:0, 2:6, 6:4                  | Sydney 2016, Bencic 6:0, 2:6, 6:4                          |
| podsumowanie                                                | 7     | 4  | 3  | 57%  |                                                    |                                                            |
| Zawodniczki sklasyfikowane najwyżej na 9. miejscu rankingu  |       |    |    |      |                                                    |                                                            |
| Julia Görges                                                | 5     | 3  | 2  | 60%  | Australian Open 2015, Görges 6:2, 6:1              | Adelaide 2020, Bencic 7:6(6), 7:6(4)                       |
| Wieronika Kudiermietowa                                     | 9     | 5  | 4  | 56%  | ’s-Hertogenbosch 2018, Kudiermietowa 6:2, 2:6, 6:3 | Adelaide 2023, Bencic walkower                             |
| Andrea Petković                                             | 4     | 3  | 1  | 75%  | Fed Cup 2016 – Grupa Światowa, Bencic 6:3, 6:4     | US Open 2022, Bencic 6:2, 4:6, 6:4                         |
| Markéta Vondroušová                                         | 3     | 2  | 1  | 67%  | Miami 2021, Vondroušová 4:6, 6:4, 6:4              | Cincinnati 2021, Bencic 6:3, 7:5                           |
| podsumowanie                                                | 21    | 13 | 8  | 62%  |                                                    |                                                            |
| Zawodniczki sklasyfikowane najwyżej na 10. miejscu rankingu |       |    |    |      |                                                    |                                                            |
| Beatriz Haddad Maia                                         | 3     | 2  | 1  | 67%  | Sydney 2022, Bencic 6:3, 6:2                       | Abu Zabi 2023, Bencic 6:2, 6:3                             |
| Marija Kirilenko                                            | 1     | 1  | 0  | 100% | Charleston 2014, Bencic 6:1, 7:5                   | Charleston 2014, Bencic 6:1, 7:5                           |
| Kristina Mladenovic                                         | 8     | 4  | 4  | 50%  | ’s-Hertogenbosch 2015, Bencic 7:6(4), 6:7(4), 7:5  | Australian Open 2022, Bencic 6:3, 6:4                      |
| Karolína Muchová                                            | 3     | 2  | 1  | 67%  | Cincinnati 2021, Bencic 7:5, 2:1 krecz             | Dubaj 2023, Muchová 6:1, 6:4                               |
| Emma Raducanu                                               | 1     | 0  | 1  | 0%   | US Open 2021, Raducanu 6:3, 6:4                    | US Open 2021, Raducanu 6:3, 6:4                            |
| Coco Vandeweghe                                             | 3     | 1  | 2  | 33%  | Miami 2013, Vandeweghe 6:3, 7:6(5)                 | Doha 2016, Vandeweghe 6:4, 6:2                             |
| podsumowanie                                                | 18    | 9  | 9  | 50%  |                                                    |                                                            |
|                                                             |       |    |    |      |                                                    |                                                            |
| podsumowanie                                                | 192   | 99 | 93 | 52%  |                                                    |                                                            |